# Protanilla

Protanilla jongi

Protanilla (лат.) — род мелких муравьёв (Formicidae) из подсемейства Leptanillinae. Известно около 20 видов.

## Распространение
Восточная и Юго-Восточная Азия.

## Описание
Мелкие муравьи длиной 1—5 мм (Protanilla eguchii до 5,47 мм, самка Protanilla taylori до 6 мм). Мандибулы узкие, длинные, изогнуты вниз, с многочисленными мелкими зубчиками. Диск наличника уплощенный, трапециевидный до колокольчатого; у рабочих длина скапуса усика почти равна ширине головы или больше её (95 < SI < 120).
Нижнечелюстные щупики 4-члениковые. Метанотальная бороздка развита. Пигидиум (тергит 7-го абдоминального сегмента) крупный, округлый. Рабочие особи слепые (сложных глаз нет), жёлто-коричневые. Усики 12-члениковые, усиковые валики отсутствуют, место прикрепления антенн открытое.
В 2013 году у вида Protanilla wallacei обнаружено 26 экзокринных желёз, включая 6 новых для муравьёв, в том числе 5 новых для общественных насекомых.

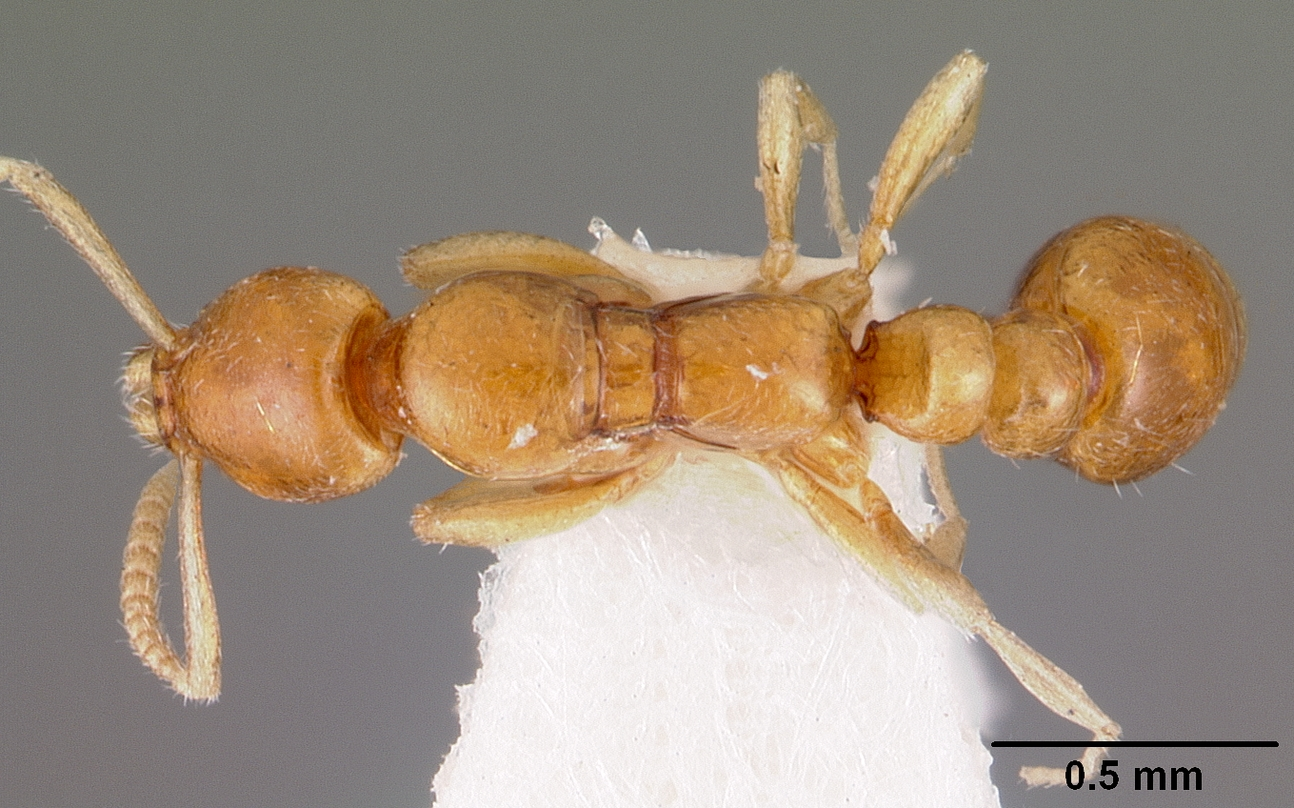
Вид сверху
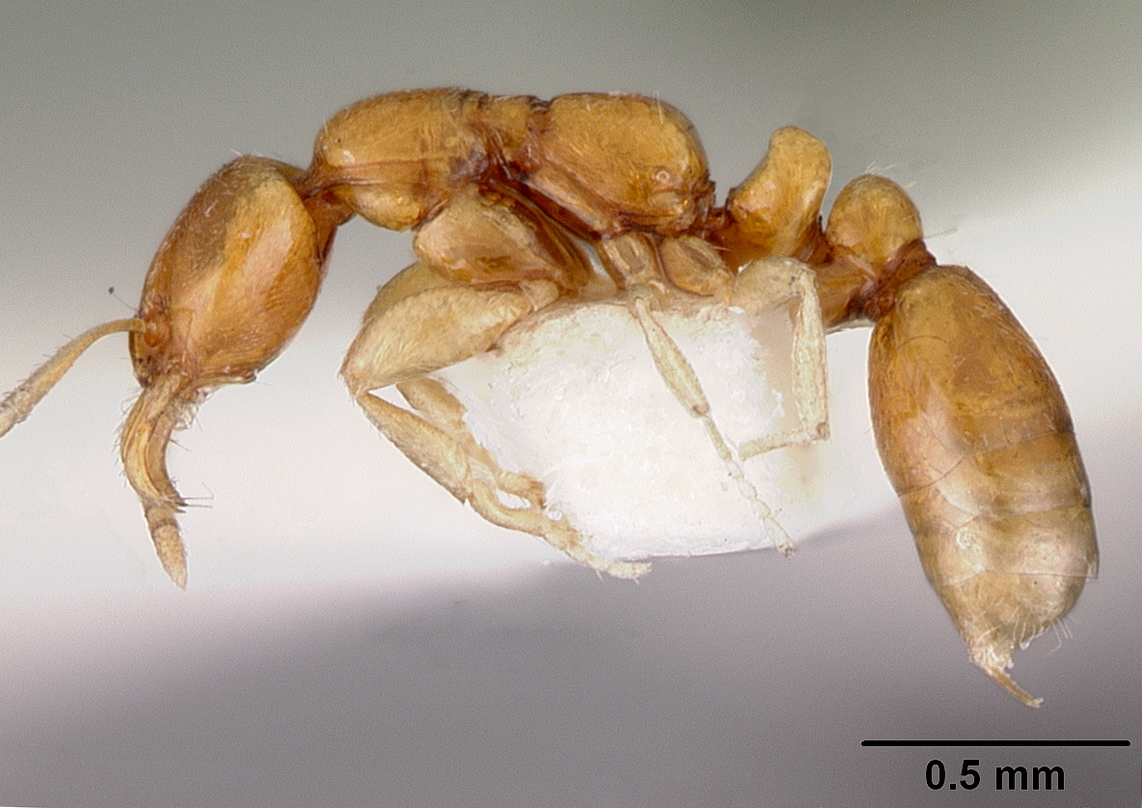
Вид сбоку
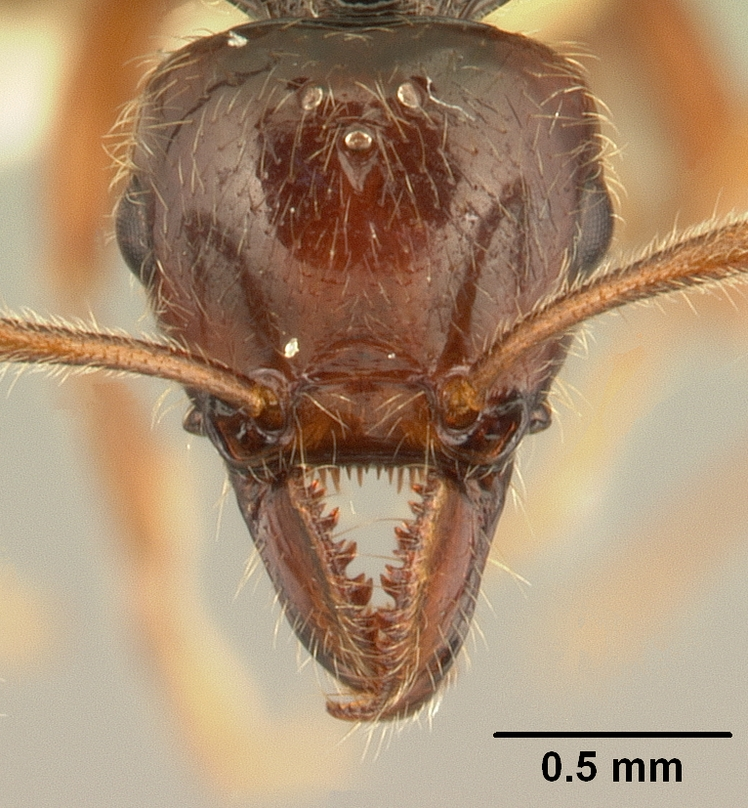
Голова

## Классификация
Известно около 20 видов. Включают в трибу Leptanillini (а ранее в Anomalomyrmini Taylor, 1990) из подсемейства Leptanillinae. В 2017 году род Furcotanilla синонимизирован с Protanilla.
- Protanilla beijingensis Man et al., 2017
- Protanilla bicolor Xu, 2002 — Китай[6]
- Protanilla boltoni (Borowiec, Schulz, Alpert & Banas, 2011 — западная Малайзия (=Anomalomyrma boltoni)[7][2]
- Protanilla concolor Xu, 2002 — Китай[6]
- Protanilla eguchii Satria, 2023 — Суматра[8]
- Protanilla flamma Baidya & Bagchi, 2020 — Индия[9]
- Protanilla furcomandibula Xu & Zhang, 2002 — Китай[10]
- Protanilla gengma Xu, 2012 — Китай[11], Индия[12]
- Protanilla helenae (Borowiec, Schulz, Alpert & Banas, 2011) — Филиппины (=Anomalomyrma helenae)[7][2]
- Protanilla izanagi Terayama, 2013 — Япония[13]
- Protanilla jongi Hsu et al., 2017 — Тайвань[3]
- Protanilla lini Terayama, 2009 — Тайвань[14]
- Protanilla rafflesi Taylor in Bolton, 1990 — Сингапур, Восточная Малайзия
- Protanilla rong Griebenow, 2025 — Вьетнам[15]
- Protanilla schoedli Baroni Urbani & de Andrade, 2006 — Шри-Ланка[16]
- Protanilla shanyii Chen, Liang & Du, 2025 — Китай[17]
- Protanilla taylori (Bolton, 1990) — Малайзия (Калимантан), Сабах (=Anomalomyrma taylori)[1][2]
- Protanilla tibeta Xu, 2012 — Китай, Тибет[11]
- Protanilla wallacei Griebenow, 2024 — Малайзия (Сабах, Саравак)[2]
- Protanilla wardi Bharti & Akbar, 2015 — Индия
- Protanilla xui Chen, Liang & Du, 2025 — Китай[17]